# Gora Bilibina
Gora Bilibina är ett berg i Antarktis. Det ligger i Östantarktis. Australien gör anspråk på området. Toppen på Gora Bilibina är 1 989 meter över havet.
Terrängen runt Gora Bilibina är lite kuperad, och sluttar brant österut.  Trakten är obefolkad. Det finns inga samhällen i närheten.